# Morangis, Marne

Morangis este o comună în departamentul Marne, Franța. În 2009 avea o populație de 297 de locuitori.